# 面影 (しまざき由理の曲)
『面影』（おもかげ）は、しまざき由理の楽曲である。1975年5月24日に放映を開始した『Gメン'75』エンディングテーマとして製作され、同年7月1日、日本コロムビアがシングルとして発売した。木村好夫、水森かおり、緑川アコ、中森明菜、秋葉工房、川上大輔、ポーラ・チョイ、ロナルド・チェンらがカバーした。香港・台湾でのタイトルは『猛龍特警隊』といい、同テレビ映画の中国語圏での題名と同一である。ロナルド・チェンが広東語で歌った同曲は、香港映画『龍咁威2003』（監督ヴィンセント・コク、日本未公開）の主題歌に採用された。

## 概要
1975年（昭和50年）、TBSテレビは、同年5月17日に終了するTBS土曜9時枠の連続テレビ映画『バーディー大作戦』につづく番組として『Gメン'75』を引き続き東映とともに製作することを決定、この新番組のエンディング曲を製作するにあたって、前番組のエンディング曲『愛と死のパスポート』の作詞（佐藤純彌）、作曲（菊池俊輔）、歌手（嶋崎由理）をそのまま踏襲した。ただし嶋崎由理については、同作から「しまざき由理」と改称した。同シングルは、オリコンチャート週間最高位6位にランクイン、翌年1976年に入ってもロングヒットを続け140万枚を売り上げた。発売当時、しまざき由理は東京女子体育大学1年次に在学中であったが、収録時にはまだ高校生であった。原盤を製作したのは、当時の小学館プロダクションであった。
菊池俊輔は『キイハンター』以来、同放送枠の主題歌および付随音楽（BGM）の作編曲を連続担当しており、『Gメン'75』のBGMも第1話から第306話まで担当した。『Gメン'75』のBGMは登場人物主体ではなく、オープニング・テーマ曲や主題歌を状況に応じてアレンジするという手法が採られた。「面影」の場合、3バージョンのメロオケと数多くのアレンジ曲がBGM用に録音された。
同番組のエンディングテーマとしては、同年5月24日に放映された第1話『エアポート捜査線』（監督鷹森立一）から、翌1976年（昭和51年）6月26日に放映された第58話『樹海に消えた白骨死体』（監督山内柏）まで使用され、同年7月3日に放映された第59話『東京・沖縄縦断捜査網』（監督鷹森立一）からは、おなじくしまざき由理の新曲『追想』に変わっている。その後1978年（昭和53年）、『面影』が再登板することになり、歌詞3番部分を使用し、同年9月30日に放映された第175話『香港カラテ対Gメン』（監督山内柏）から、翌1979年（昭和54年）4月28日に放映された第204話『ミスター・ブー殺人事件』（監督山内柏）までエンディングに使用した。
2000年（平成12年）10月23日、月曜ドラマスペシャルで放映された『Gメン'75スペシャル 帰って来た若獅子たち』（監督山口和彦）のエンディングテーマに『面影』が使用されたが、水森かおりのカバー楽曲であった。このバージョンは、放映に先立つ同年9月27日に発売されたシングルCD『尾道水道』（TKDA-72004）のカップリング曲として収録された。

## データ
1. 面影
  - 歌唱 : しまざき由理
  - 作詞 : 佐藤純彌、作編曲 : 菊池俊輔
  - 演奏時間 : 3分35秒
  - 原盤権 : 日音、小学館集英社プロダクション[1]
2. Gメン'75のテーマ
  - 演奏 : スーパー・オーケストラ（インストゥルメンタル曲）
  - スキャット : しまざき由理[注釈 1]
  - 作編曲 : 菊池俊輔
  - 演奏時間 : 2分20秒
  - 原盤権 : 日音[1]

- リリース : 1975年7月1日
- レーベル : 日本コロムビア
- レコード番号 : P-418

### 劇中使用版
『Gメン'75』の劇中使用曲の録音は、判明しているものだけで合計10回行われた。「面影」関連曲の場合、第1回録音分のマスターテープには3バージョンのインストゥルメンタル版（メロオケ）と5バージョンのアレンジBGM、第2回録音分と第3回録音分にはそれぞれ7バージョンの追加アレンジBGMが含まれている。レコード用主題歌も第3回のマスターテープに併録されているが、録音日は異なると見られている。そして、ステレオ録音となった第10回録音では13バージョンのアレンジBGMが追加録音された。
オープニング・テーマと「面影」はテレビサイズが別途録音されず、ともにレコードサイズのモノラル版を編集したものがテレビサイズとして使用された。なお、「面影」のテレビサイズのマスターテープが見つからないため、2004年発売のCDアルバム『Gメン'75 テーマ・ヒストリー』に収録されているテレビサイズは第1話の映像フィルムのサウンドトラックから録音したものである。
以下、特に断りのない限り、「面影」のアレンジBGMである。太字は『Gメン'75 ミュージックファイル』（MF第1集）、斜字は『Gメン'75 ミュージックファイル Vol.2』（MF第2集）、下線付は『Gメン'75 テーマ・ヒストリー』にそれぞれ収録されている。Mナンバーおよび備考は第3回分まではMF第1集の付属パンフレット、第10回分はMF第2集の付属パンフレットに基づく。「第○回」および録音日・録音場所はMF第2集の付属パンフレットに基づく。
第10回以外はモノラル録音である。
- 第1回録音（日付・場所ともに不明）のマスターテープより抜粋
  - M18（アクション）
  - M19（悲しみ）
  - M20（サスペンス）
  - M20A（リズム楽器違い）
  - M21（アクション）
  - 面影エレクトーン（メロオケ）
  - 面影サックス（メロオケ）
  - 面影ギター（メロオケ）
- 第2回録音（1975年5月23日、早稲田アバコスタジオ）のマスターテープより抜粋
  - M73（明るく）
  - M74（悲しみ）
  - M75（ウエスタン）
  - M76（サスペンス）
  - M77（orgメロ）
  - M88（orgメロ）
  - 面影・バイオリン（アレンジ、stメロ）
  - 面影・唄入り（レコード用主題歌）[注釈 3]
- 第3回録音（1975年8月30日、青山アバコスタジオ）のマスターテープより抜粋
  - M18（不安）
  - M19（サスペンス）
  - M21（平和）
  - M24（cメロ）
  - M24A（vlをプラス）
  - M25（fl〜AG〜saxメロ）
  - M28（stメロ）
- 第10回録音（1978年9月7日、太平スタジオ＜ステレオ録音＞）のマスターテープより抜粋
  - M1（vlメロ）
  - M2（悲しく）
  - M3（ミステリー）
  - M4（行動、saxメロ）
  - M5（行動、vibメロ）
  - M6（サスペンス）
  - M6（忍び）
  - M13（静かに）
  - M14（ミステリー）
  - M15（hrmソロ）
  - M16（M15にorgをプラス）
  - M19（vlソロ）
  - M20（orgソロ）

## 収録アルバム
- 『Gメン'75 面影』 : サウンドトラック、1975年発売（JDX-7074）、1994年10月1日再発売（COCA-11936）
- 『追想・面影』 : しまざき由理、1976年12月25日発売（PX-7020）
- 『Gメン'75 遥かなる旅路』 : 菊池俊輔、1980年発売（AX-7250）
- 『アゲイン しまざき由理 Gメン'75を歌う』 : しまざき由理、1981年発売（AF-7070）
- 『しまざき由理 Gメン'75を歌う』 : しまざき由理、1994年10月1日発売（COCA-11938）、2014年5月21日再発売（COCP-38550）[2]
- 『Gメン'75 ミュージックファイル』 : 1993年6月1日発売（VPCD-81003）[注釈 3]
- 『Gメン'75 テーマ・ヒストリー』 : 2004年6月23日発売（COCP-32791）[注釈 3]
- 『菊池俊輔 作曲50周年 CD-BOX』 : 2012年11月14日発売（COCX-37636-45、10枚組）[13]

## カバー収録アルバム
- 『猛龍特警隊』 : ポーラ・チョイ、永恆唱片、1976年発売（WLLP-913） - 『猛龍特警隊（心影）』日本語＋北京語版[15]
- 『陳和美 - 黃昏‧心影』 : 陳和美、文志唱片、1976年発売（S-MCLP-10211 ） - 『心影』北京語版[16]
- 『永遠的再見　心影　甄秀儀』 : 甄秀儀、文志唱片、1976年発売（S-MCLP-10211） - 『誰能知道我的情』北京語版
- 『點只捉賊咁簡單』 : 江鷺、BANGBANG PHLP、1977年発売（BANGBANG PHLP7622 ） - 『面影』北京語版[17]
- 『狂潮、心有千千結』 : 石修、娛樂唱片、1977年発売 - 『猛龍特警隊』広東語版（盧國沾作詞版）[18]
- 『猛龍特警隊』 : リザ・ウォン、娛樂唱片、1977年発売 - 『猛龍特警隊』広東語（盧國沾作詞版）＋日本語版[19]
- 『鐵窗紅淚、出冊、神鳳』 : 尹光、大華唱片、1977年発売（MA-8） - 『猛龍特警隊』広東語（盧國沾作詞版）＋日本語版 [20]
- 『一見鍾情』 : ジェームス・フォン、麗風唱片、1977年発売（LCLP503） - 『猛龍特警隊』広東語版（葉紹德作詞版）[21]
- 『願你』 : 陳麗斯、寶麗多唱片、1977年発売 - 『願你』広東語版[22]
- 『針葉樹、痴戀』 : 劉鳳屏、拔萃唱片、1977年発売 (BLP103)- 『願你』広東語版[23]
- 『黃愷欣 日語流行歌』 : 黃愷欣、文志唱片、1977年発売（SMCLP10216） [24]
- 『風靡88』 : 陳汝佳、廣東音像、1988年8月4日発売　（中国） [25]
- 『ギター演歌の魅力8 盛り場編4』 : 木村好夫、キングレコード、1994年8月24日発売（KICX-8143）
- 『ギター演歌 平成名曲集5』 : 木村好夫、日本クラウン、2000年5月24日発売（CRTI-20449）
- 『水森かおり全曲集 尾道水道』 : 水森かおり、徳間ジャパンコミュニケーションズ、2000年11月22日発売（TKCA-71716）
- 『2001全曲集 心う・ら・は・ら』 : 水森かおり、徳間ジャパンコミュニケーションズ、2001年10月24日発売（TKCA-72213）
- 『唔該, 救救我』 : ロナルド・チェン、百代唱片、2003年8月22日発売 - 『猛龍特警隊』広東語版（盧國沾作詞版）
- 『ギター演歌名曲全集1』 : 木村好夫キングオーケストラ、キングレコード、2003年8月27日発売（KICX-631）
- 『金曲唱聚聲雅廊』 : 朱咪咪、環星音樂國際、2004年4月16日発売 - 『猛龍特警隊』広東語版（盧國沾作詞版））[26]
- 『ギター演歌ベスト』 : 木村好夫キングオーケストラ、キングレコード、2004年5月8日発売（KICW-8259）、2006年5月10日発売（KICW-8399/8400）、2008年5月9日発売（KICW-9067/9068）、2010年5月12日発売（KICW-9285/9286）
- 『ムード歌謡 歌姫昭和名曲集』 : 中森明菜、ユニバーサルミュージック、2009年6月24日発売（UMCK-9283）
- 『激アツ! ドラマユーロ 刑事編』 : 秋葉工房、徳間ジャパンコミュニケーションズ、2012年3月7日発売（TKCA-73738）
- 『金牌10年精選系列』 : ロナルド・チェン、金牌大風、2012年11月13日発売 - 『猛龍特警隊』広東語版（盧國沾作詞版）
- 『ベサメムーチョ 美しき恋唄』 : 川上大輔、ワーナーミュージック・ジャパン、2013年3月6日発売（WPZL-30555）

## 猛龍特警隊
『猛龍特警隊』（もうりゅうとっけいたい）は、『面影』の中国語圏でのカバー楽曲のタイトルであり、連続テレビ映画『Gメン'75』の同地域での題名である。本節では楽曲について詳述する。
1976年（昭和51年）に『Gメン'75』が香港のテレビ局・翡翠台で放映され、エンディング曲だった『面影』を、日本語と北京語でポーラ・チョイ（徐小鳳）が歌ったのが最初である、には杜莉が作詞した北京語版。同楽曲は、チョイが同年発表したアルバム『猛龍特警隊』にも収録され、シングルは、1977年（昭和52年）3月26日に行われた第一回香港金唱片頒獎典礼で「本地金唱片」を受賞、さらに翌1978年（昭和53年）4月8日に行われた第二回香港金唱片頒獎典礼では新設された「本地白金唱片」を受賞を受賞している。同アルバムには沢田研二の『時の過ぎゆくままに』（1975年）を日本語で歌唱した『任意讓時光消逝』も収録されている。
1977年には盧國沾が作詞した広東語版を石修がカバーし、同年にリザ・ウォン（汪明荃）や尹光も盧國沾による広東語版をカバーしている。
この他、1976年から77年にかけて、香港では北京語版の『心影』や『誰能知道我的情』『面影』、広東語版の『願你』や葉紹德の作詞による『猛龍特警隊』など、複数のヴァージョンによるカバーが発売されている。
2003年（平成15年）8月21日に香港で公開された映画『龍咁威2003』（監督ヴィンセント・コク）では、盧國沾による広東語版の『猛龍特警隊』が主題歌に採用され、主演のロナルド・チェン（鄭中基）が歌っている。同曲は、同映画の公開翌日22日に発売されたアルバム『唔該, 救救我』に収録されている。

### ポーラ・チョイ版
ポーラ・チョイのアルバム『猛龍特警隊』の曲目一覧である。
1. 猛龍特警隊 （心影） - 『面影』日本語＋北京語版
2. 音樂與歌唱 （Pocketful of Music）
3. 伊人何處 - 内山田洋とクールファイブ『中の島ブルース』
4. 快來跳碰碰舞 （Lady Bump）
5. 說不出的快活 - 笠置シヅ子『ジャジャンボ』
6. 問我
7. 小鳥唱出了黎明 （Bird Singing At Dawn）
8. 任意讓時間消逝 - 沢田研二『時の過ぎゆくままに』（日本語）
9. 神鵰與射鵰
10. 我愛月亮
11. 又是黃昏
12. 歡笑
13. 懷念
14. 紅燈綠燈

### リザ・ウォン版
リザ・ウォンのアルバム『猛龍特警隊』の曲目一覧である。
1. 猛龍特警隊 - 『面影』広東語＋日本語版
2. 愛情似猜謎
3. 問我
4. 踏遍霜雪地
5. 情絲剪不斷
6. 痴情恨
7. 花落怨秋風
8. 鴛鴦江月夜
9. 誰之過
10. 紅燭淚
11. 南歸燕
12. 夜送別